# Inderlavning
|  | Sammenskrivningsforslag Artiklen Inderlavning er foreslået føjet ind i Geografi. (Siden marts 2020) Diskutér forslaget |

En inderlavning er en fordybning i landskabet dannet under en gletsjer.
| Geografi/geologi | Spire Denne artikel om geografi er en spire som bør udbygges. Du er velkommen til at hjælpe Wikipedia ved at udvide den. |